# 对甲苯亚磺酸
对甲苯亚磺酸（4-甲基苯亚磺酸）是一种有机化合物，化学式为C7H8O2S。注意：它不能简写为TsH，因为Ts基团的末端在S上，而对甲苯亚磺酸的酸性氢位于O上。

## 基本参数
对甲苯亚磺酸是一种较不稳定白色晶体，在55℃有少量分解，需现制现用，并低温保存在氮气氛下。
目前市面上可以购得其较稳定的钠盐。

## 合成
对甲苯磺酰氯用硫化钠或亚硫酸钠或处理得对甲苯亚磺酸钠。

也可以用锌处理对甲苯磺酰氯得对甲苯亚磺酸锌，后者用碳酸钠处理可以得到对甲苯亚磺酸钠。

对甲苯亚磺酸钠用等量盐酸（过量盐酸会导致产品溶解）冷却下酸化生成对甲苯亚磺酸。